# Giro dentado
Recibe el nombre de giro dentado una circunvolución del cerebro que se corresponde con una banda aserrada de sustancia gris, por debajo del borde medial del hipocampo y en su profundidad. Es una arquicorteza (corteza primordial) que se desarrolla siguiendo el borde del surco del hipocampo y que consta de tres capas: molecular, granular y polimórfica. La prolongación posterior y superior de esta circunvolución recibe el nombre de giro fasciolar (circunvolución fasciolada, fasciola cinerea, [TA]: gyrus fasciolaris), el cual forma un área de transición entre el giro dentado y el indusium griseum.